# Ludwik Ćwikliński
Ludwik Ćwikliński, uváděn též jako Ludwig Cwiklinski (17. července 1853 Hnězdno – 3. října 1942 Krakov), byl rakousko-uherský, respektive předlitavský filolog a politik polského původu z Haliče, v letech 1917–1918 ministr kultu a vyučování Předlitavska.

## Biografie
Působil jako profesor na Lvovské univerzitě. Zabýval se klasickou filologií, byl znalcem Thúkydida. Založil Polské filologické sdružení. Působil i v politice. Byl poslancem Haličského zemského sněmu. V letech 1899–1902 taky zasedal jako poslanec Říšské rady (celostátní zákonodárný sbor). Do Říšské rady nastoupil 27. listopadu 1899 místo Eduarda Rittnera. Reprezentoval městskou kurii, obvod Tarnopol. Mandát obhájil ve volbách roku 1901. Rezignaci na poslanecké křeslo oznámil 8. února 1902.
Za vlády Ernsta Seidlera na sklonku existence monarchie se stal ministrem kultu a vyučování. Funkci zastával od 23. června 1917 do 25. července 1918.